# Dian Bachar

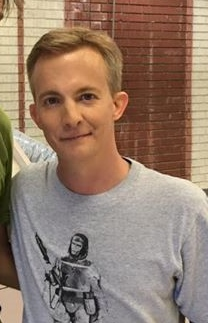
Dian Bachar (2015)

Dian Bachar (* 26. Oktober 1970 in Denver, Colorado) ist ein US-amerikanischer Schauspieler. Die meisten Filme, in denen er mitspielte, sind von bzw. mit Trey Parker und Matt Stone, wie z. B. Cannibal! The Musical, Orgazmo und BASEketball; gelegentlich hat er einige Stimmen aus South Park gesprochen.

## Leben
Dian Bachar besuchte die Chatfield High School und studierte an der University of Colorado at Boulder, wo er Matt Stone und Trey Parker kennenlernte, mit denen er beim Film Cannibal! The Musical mitspielte. Bachar hat auch mit Parker im Film Orgazmo Orgazmos Gehilfen Choda Boy gespielt und hatte auch Rollen bei Parkers und Stones kurzlebigen Film Time Warped. Bis 1997 teilte Bachar mit Parker und Stone eine Wohnung. Als an BASEketball gearbeit wurde, bat Parker David Zucker, das Skript zu ändern, sodass drei Spieler in jedem Team waren (es sollten ursprünglich zwei Spieler pro Team sein) damit Bachar eine größere Rolle im Film bekäme.

## Filmografie (Auswahl)
- 1993: Cannibal! The Musical
- 1995: Time Warped (Fernsehserie, eine Folge)
- 1997: Orgazmo
- 1998: Die Sportskanonen (BASEketball)
- 1999: Kung Fu Corleon & the Video Bandits (Kurzfilm)
- 1999: Galaxy Quest – Planlos durchs Weltall (Galaxy Quest)
- 1999: Captain Jackson (Fernsehserie)
- 2000: Dinner (Kurzfilm)
- 2000: Die Abenteuer von Rocky & Bullwinkle (The Adventures of Rocky & Bullwinkle)
- 2004: The Wager
- 2005: No Rules
- 2005: The Television (Kurzfilm)
- 2005: Donut Run (Kurzfilm)
- 2006: Electric Apricot
- 2021: Nightmare Alley

Auftritte in South Park
Durch die Freundschaft mit den Schöpfern Parker und Stone hatte er auch einige Gastauftritte in South Park.
- 213 – Coole Kühe – Sprecher vom Show Moderator.
- 216 – Rohe Weihnachten, Charlie Manson! – Sprecher des falschen Mr. Hankey
- 410 – Ist die Hölle behindertengerecht? – Sprecher von Satans Liebhaber, Chris
- 411 – Wird wohl… – Sprecher von Satans Liebhaber, Chris

Außerdem war Bachar auch Produktionsassistent in Cartman und die Analsonde.

## Musikvideos
Bachar hatte im Musikvideo The Talking Horse von The Melvins einen Auftritt.